# Миленко Веснић
Миленко Р. Веснић (Дунишиће, 13. фебруар 1863 — Париз, 15. мај 1921) био је српски дипломата и политичар. Веснић је био министар правде, председник Владе и министар спољних послова Краљевине Срба, Хрвата и Словенаца од 16. маја 1920. до 1. јануара 1921. године.

## Биографија
Родом је са Пештера, од оца Радоње (Радомар?). Детињство провео у околини Краљева - насеље Грдица.
Када му је било четири године, оца Радоњу убили су Турци, па је мајка са њим и нешто старијим братом Милутином из Санџака избегла у Србију и настанила се у село Грдицу код Карановца (Краљево). У великој немаштини, чувајући туђу стоку, деца завршавају основну школу у Карановцу. Миленко је са 11 година отишао у Београд у гимназију, првих година се издржавао послужујући по кућама а потом, пошто је показао најбољи успех, подучавајући децу из имућнијих кућа. У шестом разреду гимназије објавио је свој први рад о Ђури Јакшићу и почео да пише песме, али се томе више није враћао. Матурирао је 1882, затим завршио правне науке такође у Београду. У то време изградио је морална и карактерна начела којих је настојао да се држи целог живота а свој животни кредо формулисао Све за образ, образ ни за шта. Веома рано, и то одмах након Тимочке буне, пришао је Радикалној странци. Упркос томе добио је државну стипендију да настави студије у Минхену и Лајпцигу. Усавршавао се из области међународног права у Паризу, Лондону, Русији, Холандији и Шведској. Докторирао је право у Минхену 1888. године, уз помоћ (новцем) великог добротвора Велимира М. Теодоровића. Први је Србин који је докторирао на минхенском универзитету, и то са два доктората. Ванбрачни син кнеза Михајла Обреновића - Велимир је дао талентованом доктору Веснићу и још једногодишњу стипендију након докторирања. Ту пријатељску помоћ младић је искористио за путовање у Русију, Енглеску и Француску, где је стекао додатна знања и искуства.

## Политичка каријера
По повратку са пута по Европи у Србију, који се подударио са абдикацијом краља Милана и враћањем Николе Пашића из емиграције, добио је место дипломатског службеника у Цариграду, где је посланик Србије био Стојан Новаковић. Придружио се дипломатској служби 1891. године. Био је: секретар у српском посланству у Цариграду од 1893. године. По повратку у Београд 1892. постао је професор кривичног права на Великој школи (1894-1901), покренуо часопис "Правник" (гласило Српског правничког друштва) и био му уредник, превео са немачког "Листово Кривично право" и са француског "Ривијерово Међународно право". За народног посланика биран је 1893. У Скупштини је одиграо запажену улогу у покретању судског процеса против либерала Јована Авакумовића и Стојана Рибарца због злоупотреба власти. И поред тога у политици је учествовао кратко као министар просвете и црквених дела у влади Саве Грујића (1894) и потом се вратио професорској каријери на Великој школи. Као већ угледни правник изабран је за дописног члана Института за међународно право у Хагу а 1898. постао је његов редовни члан. Kao члан Главног одбора Радикалне странке био је после Ивањданског атентата на екс краља Милана осуђен 1899. године на две године робије због увреде величанства у париском листу Le Temps. Казну је издржавао у Пожаревачком затвору и ту превео дело Б. Куниберта Српски устанак и прва влада Милоша Обреновића. Помиловао га је наредне године краљ Александар Обреновић а 1901. постављен је за посланика у Риму. Оставку на ово место дао је 1902. прижељкујући посланичко место у Цариграду. После Мајског преврата 1903. радикалска влада га је 1904. именовала на веома важну дипломатску функцију посланика Србије у Паризу. Ту се оженио лепом и пребогатом удовицом, Американком Бланшом, која му је значајно помогла у стварању материјалног благостања и у дипломатској и хуманитарној активности, нарочито за време Првог светског рата. У новој Пашићевој влади постављен је за министра правде али је већ крајем 1906. отишао поново у Париз да у време Царинског рата развије живу дипломатску активност у интересу Србије. За свог боравка у Паризу учинио је да се француско-српски односи развијају у позитивном смеру, што је у наредном периоду имало нарочиту важност. У то време објавио је у страним стручним часописима већи број радова из историје и етнологије Срба а у време анексионе кризе у париској штампи, под псеудонимом P. P. de Sokolovitch, објавио је више чланака против аустроугарске империјалистичке политике. Имао је изузетно активну и делотворну улогу у преговорима Србије са Француском о закључивању зајма ради наоружања (нарочито око решавања тзв. топовског питања и изградње железница), као и у отварању српског новчаног тржишта за продор француског капитала.
После Првог балканског рата учествовао је на Лондонској мировној конференцији (1912/1913) и био члан финансијске комисије за наплату ратне штете од Турске. Приликом преговора са Ватиканом (1914) око Конкордата имао је видну улогу, користећи своје познанство са истакнутим италијанским политичарима и дипломатама. У току Првог светског рата био је велики ослонац Николи Пашићу у задобијању француске званичне политике и јавности за ратне циљеве Србије — за стварање Југославије. Међутим, био је критикован од стране српских и југословенских политичара, који су ангажовани на пропагандно-политичком раду, због своје неактивности. Такође, често је критикован и због омогућавања различитих финансијских малверзација у којима су учествовали чиновници посланства у Паризу, Радомир Пашић, а према неким наводима и његова супруга Бланша. Неуморно је тумачио у Паризу, месту где се одвијала најважнија дипломатска активност, циљеве Краљевине Србије и тежио да придобије најутицајније светске политичаре. У том послу сарађивао је са Југословенским одбором, заступајући званичне српске ставове. У току 1916. године изабран је за члана Академије моралних и политичких наука у Паризу. Када су Сједињене Америчке Државе ступиле у рат, отишао је у Америку, где је користећи своје дипломатске везе и познанство са утицајним људима успешно заступао српске интересе. Следећи политичку линију Николе Пашића, током друге половине 1918. године напустио је пропагирање стварања југословенске државе и залагао се за формирање Велике Србије. Био је члан делегације Краљевине Срба, Хрвата и Словенаца на Мировној конференцији у Паризу (1919—1920) али је био у Пашићевој сенци. Активнији и самосталнији био је у Комисији за израду пакта о Лиги народа, коју је водио Вудро Вилсон. Учествовао је у закључивању Рапалског уговора са Италијом 1920. На позив регента Александра вратио се 1920. у Београд да формира концентрациону владу која је припремила, расписала и спровела изборе за Уставотворну скупштину.
Текстовима из области права и о актуелним политичким догађајима сарађивао је у: Босанској вили, Српском Сиону, Јавору, Бранковом колу, Годишњици Николе Чупића, Звезди, Српском књижевном гласнику, Голубу, Отаџбини, Правнику, Делу, Летопису Матице српске, Новом животу и многим другим листовима код нас и у свету. Објавио је и неколико књига.
Био је српски дипломата у Цариграду, Риму, Паризу и Вашингтону и представник Краљевине Србије на мировним преговорима у Лондону и Версају. Основао је периодични часопис „Правник“ 1892. године.
Као српски краљевски посланик у Риму, упутио је протест једном италијанском листу због интервјуа са претендентом на српски престо у избеглиштву кнезом Петром Карађорђевићем, али се истовремено тајно састајао са њим. Као српски краљевски посланик у Паризу између 1903. и 1920, био је творац француско-српског пријатељства. После династичке смене на српском престолу, он је код најбољих француских златара наручио краљевску круну и донео је лично у Београд.
Најзначајније дело Веснићеве владе је било доношење изборног закона за Уставотворну скупштину.
Уочио је продор комунистичке идеје у Србији и његова влада је донела Обзнану која је била усмерена против ширења комунистичке пропаганде којом се проповедала револуција. Не снашавши се најбоље у изузетно сложеним приликама нове државе, почетком 1921. вратио се на свој положај у Паризу али је изненада умро. Сахрањен је у Паризу уз велике почасти и присуство регента Александра, а у марту 1924. је пренесен на Ново гробље у Београду.
Веснић је краљу Петру I организовао и тријумфалну посету Паризу. Краљ Петар I је некада завршио престижну војну академију „Сен Сир“ и борио се у Легији странаца. Веснић је написао велики број научних правних радова, постао је члан Француске академије. Веснић се оженио са америчком милионерком, Бланш Улман, која је наследила милион долара од свог покојног мужа и од оца, стожера њујоршке банкарске породице Блументал. По други пут оставши удова Бланша је завештала новац за градњу основне школе у сјеничком селу Вапи. Веснић је преко своје супруге ушао у високе аристократске и банкарске кругове и омогућила му је да за Краљевину Србију испослује кредите и финансијску помоћ за модернизацију, пруге, електрификацију, али и за наоружање, пред одсудним биткама са моћним империјама Аустроугарске и Турске. Говорио је четири језика: француски, немачки, италијански и енглески.
Веснић је своју библиотеку завештао Правном факултету, који је преузео стручне правничке књиге а остале проследио Универзитету. Оне су стајале у сандуцима и уништене у једној студентској тучи у децембру 1922.